# Tracey Wigfield
Tracey Wigfield (19 de Junho de 1983, Wayne, Nova Jérsia) é uma escritora de séries de televisão e atriz americana. Actualmente escreve para a série 30 Rock. No total, escreveu 38 episódios. Também é a criadora a série de televisão Great News da NBC que conta com Tina Fey no elenco de produção.